# Campeonato Mundial de Atletismo en Pista Cubierta de 1993

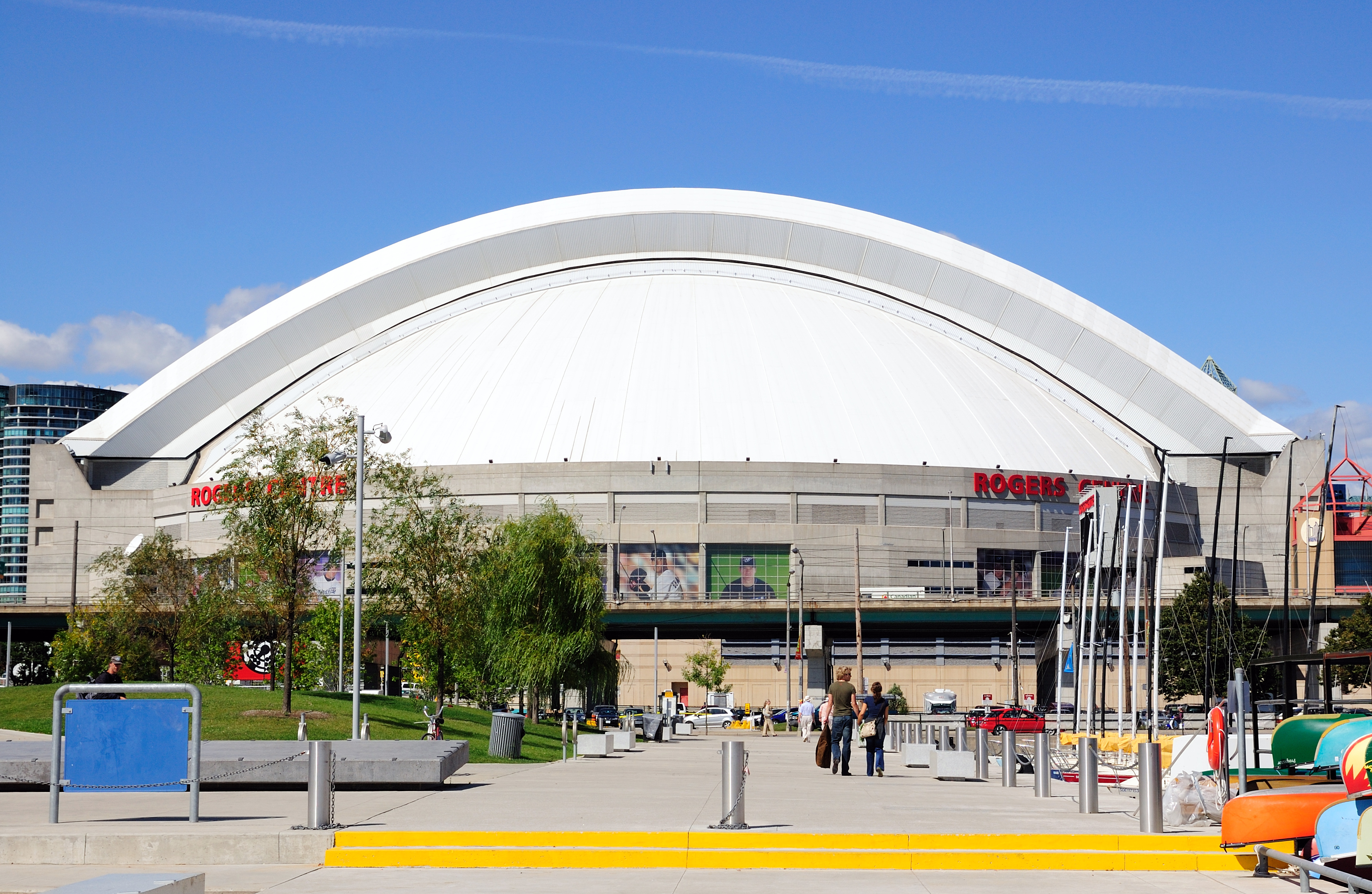
El Sky Dome, sede del campeonato

El IV Campeonato Mundial de Atletismo en Pista Cubierta se celebró en Toronto (Canadá) entre el 12 y el 14 de marzo de 1993 bajo la organización de la Asociación Internacional de Federaciones de Atletismo y la Federación Canadiense de Atletismo.
Las competiciones se llevaron a cabo en el Sky Dome. Se contó con la presencia de 537 atletas de 93 países. 

## Resultados

### Masculino
| Evento            | Oro                                                                        | Plata                                                                       | Bronce                                                                     |
| ----------------- | -------------------------------------------------------------------------- | --------------------------------------------------------------------------- | -------------------------------------------------------------------------- |
| 60 m              | Bruny Surin · Canadá · 6,50 s                                              | Frankie Fredericks Namibia 6,51 s                                           | Talal Mansur Catar 6,57 s                                                  |
| 200 m             | James Trapp Estados Unidos 20,63                                           | Damien Marsh Australia 20,71                                                | Kevin Little Estados Unidos 20,72                                          |
| 400 m             | Butch Reynolds Estados Unidos 45,26                                        | Sunday Bada Nigeria 45,75                                                   | Darren Clark Australia 46,45                                               |
| 800 m             | Tom McKean Estados Unidos 1:47,29                                          | Charles Nkazamyampi Burkina Faso 1:47,62                                    | Nico Motchebon · Alemania · 1:48,15                                        |
| 1.500 m           | Marcus O'Sullivan Irlanda 3:45,00                                          | David Strang Reino Unido 3:45,30                                            | Branko Zorko · Croacia · 3:45,39                                           |
| 3.000 m           | Gennaro di Napoli · Italia · 7:50,26                                       | Eric Dubus Francia 7:50,57                                                  | Enrique Molina · España · 7:51,10                                          |
| 60 m vallas       | Mark McKoy · Canadá · 7,41                                                 | Colin Jackson Reino Unido 7,43                                              | Tony Dees Estados Unidos 7,43                                              |
| Salto de altura   | Javier Sotomayor · Cuba · 2,41 m                                           | Patrik Sjöberg · Suecia · 2,39 m                                            | Steve Smith Reino Unido 2,37 m                                             |
| Salto con pértiga | Rodion Gataullin · Rusia · 5,90                                            | Grigori Yegorov · Kazajistán · 5,80                                         | Jean Galfione Francia 5,80                                                 |
| Salto de longitud | Iván Pedroso · Cuba · 8,23                                                 | Joe Greene Estados Unidos 8,13                                              | Jaime Jefferson · Cuba · 7,98                                              |
| Salto triple      | Pierre Camara Francia 17,59                                                | Māris Bružiks Letonia 17,36                                                 | Brian Wellman Bermudas 17,27                                               |
| Peso              | Mike Stulce Estados Unidos 21,27                                           | Jim Doehring Estados Unidos 21,08                                           | Alexander Bagach · Ucrania · 20,63                                         |
| 4 x 400 m         | Estados Unidos Darnell Hall Brian Irvin Jason Rouser Danny Everett 3:04,20 | Trinidad y Tobago Dazel Jules Alvin Daniel Neil de Silva Ian Morris 3:07,02 | Japón Seiji Inagaki Yoshihiko Saito Hiroyuki Hayashi Masayoshi Kan 3:07,30 |
| 5.000 m marcha    | Mijaíl Shchennikov · Rusia · 18:32,10                                      | Robert Korzeniowski · Polonia · 18:35,91                                    | Mijaíl Orlov · Rusia · 18:43,48                                            |

### Femenino
| Evento            | Oro                                                                                 | Plata                                                                                | Bronce                                  |
| ----------------- | ----------------------------------------------------------------------------------- | ------------------------------------------------------------------------------------ | --------------------------------------- |
| 60 m              | Gail Devers Estados Unidos 6,95 s (RM)                                              | Irina Privalova · Rusia · 6,97 s                                                     | Zhanna Tarnopolskaya · Ucrania · 7,21 s |
| 200 m             | Irina Privalova · Rusia · 22,15 (RM)                                                | Melinda Gainsford Australia 22,73                                                    | Natalia Voronova · Rusia · 22,90        |
| 400 m             | Sandie Richards Jamaica 50,93                                                       | Tatiana Alexeyeva · Rusia · 51,03                                                    | Jearl Miles Estados Unidos 51,37        |
| 800 m             | Maria Mutola Mozambique 1:57,55 (RM)                                                | Svetlana Masterkova · Rusia · 1:59,18                                                | Joetta Clark Estados Unidos 1:59,56     |
| 1.500 m           | Ekaterina Podkopayeva · Rusia · 4:09,29                                             | Violeta Beclea · Rumania · 4:09,41                                                   | Sandra Gasser · Suiza · 4:10,99         |
| 3.000 m           | Yvonne Murray Reino Unido 8:50,55                                                   | Margareta Keszeg · Rumania · 9:02,89                                                 | Lynn Jennings Estados Unidos 9:03,78    |
| 60 m vallas       | Julie Baumann · Suiza · 7,86                                                        | LaVonna Martin-Floreal Estados Unidos 7,99                                           | Patricia Girard Francia 8,01            |
| Salto de altura   | Stefka Kostadinova Bulgaria 2,02 m                                                  | Heike Henkel · Alemania · 2,02 m                                                     | Inha Babakova · Ucrania · 2,00 m        |
| Salto de longitud | Marieta Ilcu · Rumania · 6,84                                                       | Susen Tiedtke · Alemania · 6,84                                                      | Inesa Kravets · Ucrania · 6,77          |
| Salto triple      | Inesa Kravets · Ucrania · 14,47 (RM)                                                | Yolanda Chen · Rusia · 14,36                                                         | Ina Lasovskaya · Rusia · 14,35          |
| Peso              | Svetlana Kriveliova · Rusia · 19,57                                                 | Stephanie Storp · Alemania · 19,37                                                   | Zhang Liuhong China 19,32               |
| 4 x 400 m         | Jamaica Deon Hemmings Beverley Grant Cathy Rattray-Williams Sandie Richards 3:32,32 | Estados Unidos Trevaia Williams Terri Dendy Dyan Webber Natasha Kaiser-Brown 3:32,50 | —                                       |
| 3.000 m marcha    | Elena Nikolayeva · Rusia · 11:49,73 (RM)                                            | Kerry Saxby-Junna Australia 11:53,82                                                 | Ileana Salvador · Italia · 11:55,35     |

- (RM) - Récord mundial

## Medallero
| Núm. | País              | Oro | Plata | Bronce | Total |
| ---- | ----------------- | --- | ----- | ------ | ----- |
| 1    | Rusia             | 6   | 4     | 3      | 13    |
| 2    | Estados Unidos    | 5   | 4     | 5      | 14    |
| 3    | Reino Unido       | 2   | 2     | 1      | 5     |
| 4    | Cuba              | 2   | 0     | 1      | 3     |
| 5    | Canadá            | 2   | 0     | 0      | 2     |
| 5    | Jamaica           | 2   | 0     | 0      | 2     |
| 7    | Rumania           | 1   | 2     | 0      | 3     |
| 8    | Francia           | 1   | 1     | 2      | 4     |
| 9    | Ucrania           | 1   | 0     | 4      | 5     |
| 10   | Italia            | 1   | 0     | 1      | 2     |
| 10   | Suiza             | 1   | 0     | 1      | 2     |
| 12   | Bulgaria          | 1   | 0     | 0      | 1     |
| 12   | Irlanda           | 1   | 0     | 0      | 1     |
| 12   | Mozambique        | 1   | 0     | 0      | 1     |
| 15   | Alemania          | 0   | 3     | 1      | 4     |
| 15   | Australia         | 0   | 3     | 1      | 4     |
| 17   | Burundi           | 0   | 1     | 0      | 1     |
| 17   | Kazajistán        | 0   | 1     | 0      | 1     |
| 17   | Letonia           | 0   | 1     | 0      | 1     |
| 17   | Namibia           | 0   | 1     | 0      | 1     |
| 17   | Nigeria           | 0   | 1     | 0      | 1     |
| 17   | Polonia           | 0   | 1     | 0      | 1     |
| 17   | Suecia            | 0   | 1     | 0      | 1     |
| 17   | Trinidad y Tobago | 0   | 1     | 0      | 1     |
| 25   | Bermudas          | 0   | 0     | 1      | 1     |
| 25   | Catar             | 0   | 0     | 1      | 1     |
| 25   | China             | 0   | 0     | 1      | 1     |
| 25   | Croacia           | 0   | 0     | 1      | 1     |
| 25   | España            | 0   | 0     | 1      | 1     |
| 25   | Japón             | 0   | 0     | 1      | 1     |
|      | TOTAL             | 27  | 27    | 26     | 80    |